# 安索斯頓 (肯塔基州)
安索斯頓（英語：Anthoston）是位於美國肯塔基州亨德森縣的一個人口普查指定地區。

## 人口
根據2020年美國人口普查的數據，安索斯頓的面積為1.68平方千米，當中陸地面積為1.67平方千米，而水域面積為0.01平方千米。當地共有人口225人，而人口密度為每平方千米133.93人。